# UCI Road Women World Cup 2008
De UCI Road Women World Cup 2008, ook bekend als de Wereldbeker wielrennen voor vrouwen 2008, was de elfde editie van deze internationale wielerwedstrijdcyclus voor vrouwen, die werd georganiseerd door de internationale wielerfederatie UCI. De competitie bestond ditmaal uit elf (in plaats van negen) wedstrijden, en begon op 24 februari met de wereldbekerwedstrijd in Geelong, Australië. 

## Puntentelling
De nummers één tot en met twintig behaalden punten voor het wereldbekerklassement. 
- 1e plaats - 75 pnt
- 2e plaats - 50 pnt
- 3e plaats - 35 pnt
- 4e plaats - 30 pnt
- 5e plaats - 27 pnt

- 6e plaats - 24 pnt
- 7e plaats - 21 pnt
- 8e plaats - 18 pnt
- 9e plaats - 15 pnt
- 10e plaats - 11 pnt

- 11e plaats - 10 pnt
- 12e plaats - 9 pnt
- 13e plaats - 8 pnt
- 14e plaats - 7 pnt
- 15e plaats - 6 pnt

- 16e plaats - 5 pnt
- 17e plaats - 4 pnt
- 18e plaats - 3 pnt
- 19e plaats - 2 pnt
- 20e plaats - 1 pnt

## Overzicht
| №   | Datum | Wedstrijd                                    | Locatie               | Winnares             |
| --- | ----- | -------------------------------------------- | --------------------- | -------------------- |
| #1  | 24/02 | Australia World Cup                          | Geelong, Australië    | Katheryn Mattis      |
| #2  | 24/03 | Trofeo Alfredo Binda-Comune di Cittiglio     | Cittiglio, Italië     | Emma Pooley          |
| #3  | 06/04 | Ronde van Vlaanderen                         | Meerbeke, België      | Judith Arndt         |
| #4  | 12/04 | Ronde van Drenthe                            | Drenthe, Nederland    | Chantal Beltman      |
| #5  | 23/04 | Waalse Pijl                                  | Hoei, België          | Marianne Vos         |
| #6  | 04/05 | Ronde van Bern                               | Bern, Zwitserland     | Susanne Ljungskog    |
| #7  | 31/05 | Coupe du Monde Cycliste Féminine de Montréal | Montreal, Canada      | Judith Arndt         |
| #8  | 30/07 | Open de Suède Vårgårda                       | Vårgårda, Zweden      | Kori Kelley Seehafer |
| #9  | 01/08 | Open de Suède Vårgårda (ploegentijdrit)      | Vårgårda, Zweden      | Cervélo Lifeforce    |
| #10 | 24/08 | GP Ouest France-Plouay                       | Plouay, Frankrijk     | Fabiana Luperini     |
| #11 | 16/09 | Rund um die Nürnberger Altstadt              | Neurenberg, Duitsland | Judith Arndt         |

## Eindklassement
| №  | Naam                | Punten | Punten | Punten | Punten | Punten | Punten | Punten | Punten | Punten | Punten | Punten | Totaal |
| №  | Naam                | #1     | #2     | #3     | #4     | #5     | #6     | #7     | #8     | #9     | #10    | #11    | Totaal |
| -- | ------------------- | ------ | ------ | ------ | ------ | ------ | ------ | ------ | ------ | ------ | ------ | ------ | ------ |
|    | Judith Arndt        | -      | 0      | 75     | 7      | 35     | 50     | 75     | 18     | -      | 30     | 75     | 365    |
|    | Suzanne de Goede    | 24     | 50     | 24     | 30     | 5      | 0      | 0      | 15     | 25     | 35     | 24     | 232    |
|    | Marianne Vos        | -      | -      | 27     | 50     | 75     | -      | -      | -      | -      | -      | 30     | 182    |
| 4  | Fabiana Luperini    | -      | 0      | 0      | -      | 0      | -      | 50     | 0      | -      | 75     | -      | 125    |
| 5  | Emma Pooley         | -      | 75     | -      | -      | 24     | 0      | 18     | -      | -      | -      | -      | 117    |
| 6  | Chantal Beltman     | 0      | 0      | 6      | 75     | 0      | 27     | 6      | -      | -      | 0      | -      | 114    |
| 7  | Kirsten Wild        | -      | 0      | 35     | 18     | 0      | 0      | -      | 6      | 15     | -      | 35     | 109    |
| 8  | Charlotte Becker    | 18     | -      | -      | -      | -      | -      | -      | 35     | 25     | -      | 27     | 105    |
| 9  | Marta Bastianelli   | -      | 18     | 18     | -      | 50     | 15     | -      | -      | -      | -      | -      | 101    |
| 10 | Ina-Yoko Teutenberg | 35     | -      | -      | 35     | -      | -      | -      | -      | 30     | -      | 0      | 100    |